# غادر (جارية)
غادِر (توفيت سنة 173هـ / 790م) هي جارية عُرِفت بجمالها الفائق وبراعتها في الغناء، وكانت محبوبة بشدة لدى الخليفة العبَّاسي موسى الهادي وبقيت لديه حتى توفى. ثم تزوجها أخوه الخليفة هارون الرشيد في ظروف تضمنت نقض أيمان مغلظة قضت للهادي عليها، وانتهت حياتها بشكل مأساوي بعد رؤيا منامية.

## في عهد الهادي
وُصفت الجارية غادر بأنها كانت من أجمل النساء وجهًا وأحسنهن غناءً. أحبها الخليفة موسى الهادي حبًا شديدًا، وفي أحد الأيام بينما كانت تغني له، انتابه تفكيرٌ عميق، وعندما سُئل عنه، قال: «قد وقع في فكرى أني أموت وأن أخي هارون يتزوج جاريتي بعد أن يلي الخلافة». فقال خواصه: «نُعيذك بالله، ويُقدَّم الكُلُّ قبلك». لم يطمئن الهادي لتمنياتهم، فأمر بإحضار أخيه هارون فورًا وأخبره بما يجول في خاطره.
لم يقتنع الهادي بتأكيدات الرشيد، وأصر على أخذ أيمان مغلظة ومشددة عليه بأنه لن يتزوج غادر أبدًا بعد وفاة الهادي، قائلًا: «لا أرضى حتى تحلف أَني متى مُت لا تتزوجها». تضمنت هذه الأيمان التزامات شاقة مثل الحج ماشيًا، وطلاق جميع زوجاته، وعتق مماليكه، والتصدق بكل ما يملك. أقسم الرشيد بهذه الأيمان. ثم استدعى الهادي الجارية غادر وأخذ عليها أيمانًا مماثلة بألا تتزوج الرشيد بعده، فأقسمت هي الأخرى.

## زواجها من الرشيد ووفاتها
لم يمضِ سوى شهر واحد على أخذ هذه الأيمان حتى توفي الخليفة الهادي سنة 170هـ / 786م، وبُويع أخوه هارون الرشيد بالخلافة. كان من أوائل ما فعله الرشيد أن أرسل يخطب غادر لنفسه. استغربت غادر وسألته عن الأيمان التي أقسمها، فأجابها الرشيد بأنه سيكفّر عنها جميعًا وسيفي بنذر الحج ماشيًا. وافقت غادر وتزوجها الرشيد.
زاد شغف الرشيد بها بعد الزواج، وأظهر لها محبة كبيرة، حتى قيل إنه كان يضع رأسها في حجره لتنام، فلا يتحرك حتى تستيقظ. وفي أحد الأيام، استيقظت غادر من نومها فزعة وهي تبكي، فسألها الرشيد عن السبب، فأخبرته بأنها رأت أخاه الهادي في منامها للتو وهو يخاطبها بأبيات شعرية يتهمها فيها بنقض العهد والخيانة، ويذكرها بأنه هو من سماها "غادر" بسبب غدرها المتوقع، ويتوعدها بالموت القريب، فقال الهادي في منامه لها:
وأكملت غادر قائلة: «والله يا أمير المؤمنين وكأني أسمعها وكأنما كتبها في قلى فما نسيت منها كلمةً»، حاول الرشيد تهدئتها قائلًا: «أضغاثُ أحلام»، لكنها أصرت على أنها رأته وسمعته بوضوح. لم تهدأ غادر بعد هذه الرؤيا، وظلت تضطرب وترتعد حتى فارقت الحياة بين يدي الرشيد، وذلك في سنة 173هـ / 790م، بعد ثلاث سنوات من بقائها في ذمة الرشيد.

### فهرس المنشورات
1. 1 2 3 4  ابن الساعي (1960)، ص. 45.
2. 1 2  ابن الساعي (1960)، ص. 46.

### معلومات المنشورات كاملة
الكتب مرتبة حسب تاريخ النشر
- ابن الساعي (1960)، نساء الخلفاء: جهات الأئمة الخلفاء من الحرائر والإماء، ذخائر العرب (28)، تحقيق: مصطفى جواد، القاهرة: دار المعارف، OCLC:953069400، QID:Q123371389{{استشهاد}}:  صيانة الاستشهاد: ref duplicates default (link)